# Interféron alfa
L'interféron alfa est un groupe de médicaments utilisés pour traiter un certain nombre de cancers et d'infections virales .

## Usage médical
Les cancers pour lesquels il est utilisé comprennent le rein, le mélanome, le myélome multiple, la leucémie, le sarcome de Kaposi et le lymphome non hodgkinien . Les types d'infections pour lesquelles il est utilisé comprennent l'hépatite B et l'hépatite C.  Il est généralement administré par injection sous la peau.

## Effets secondaires
Les effets secondaires courants comprennent la fièvre, les maux de tête, les douleurs articulaires, la fatigue, la perte de cheveux, la dépression, l'essoufflement et le faible nombre de globules blancs , plus loin effets secondaires peuvent inclure des problèmes de foie et une pancréatite ,  Il s'agit d'une cytokine normalement produite par le système immunitaire ,il existe un certain nombre de types, notamment l'interféron alfa-2a, l'interféron alfa-2b et l'interféron alfa-n3 , Ceux-ci peuvent être pégylés ( peginterféron alfa-2a et alfa-2b ) pour prolonger leur durée d'effet.

## Histoire
L'interféron alfa a été approuvé pour un usage médical aux États-Unis dans les années 1980 pour le cancer et dans les années 1990 pour l'hépatite B et C. La version pégylée est devenue disponible en 2000. L'interféron alfa-2a n'est plus fabriqué. Au Royaume-Uni, le peginterféron alfa-2a est disponible dans le commerce,,